# Verbascum godronii
Verbascum godronii är en flenörtsväxtart som beskrevs av Bor.. Verbascum godronii ingår i släktet kungsljus, och familjen flenörtsväxter. Inga underarter finns listade i Catalogue of Life.